# Cneorane orientalis
Cneorane orientalis es un coleóptero de la familia Chrysomelidae.
Fue descrita científicamente en 1892 por Jacoby.